# Marcel Reich-Ranicki
Marcel Reich-Ranicki (ur. 2 czerwca 1920 we Włocławku, zm. 18 września 2013 we Frankfurcie nad Menem) – polsko-niemiecki krytyk literacki żydowskiego pochodzenia, nauczyciel akademicki, współtwórca literackiej Grupy 47. Od 1958 mieszkał w Niemczech Zachodnich. Był jednym z najważniejszych krytyków literackich w Europie, znawcą i promotorem literatury polskiej, zwany był „papieżem literatury”. Stał się najbardziej znanym krytykiem literackim w Niemczech, któremu m.in. poprzez udział w programie „Kwartet Literacki” stacji telewizyjnej ZDF, udało się jako pierwszemu i do tej pory jedynemu literatowi przyciągnąć przed telewizory całe Niemcy.
Działał również jako funkcjonariusz wywiadu PRL, w 1944 r. był cenzorem Ludowego Wojska Polskiego, a w 1950 r. miał rangę kapitana Wydziału II Departamentu VII Ministerstwa Bezpieczeństwa Publicznego.

## Życiorys
Urodził się 2 czerwca 1920 r. jako syn polskiego Żyda Davida Reicha i niemieckiej Żydówki Heleny Reich, z domu Auerbach. Na zadane mu w 1958 roku przez Güntera Grassa pytanie: „Kim pan właściwie jest – Polakiem, Niemcem czy jak?”, odpowiedział: „Jestem pół Polakiem, pół Niemcem i całym Żydem”. Urodził się we Włocławku jako Marceli Reich 2 czerwca 1920 r. W 1929 r. rodzina Reichów wyjechała do Berlina do krewnych i tam rozpoczął naukę w gimnazjum im. Fichtego. Na wniosek immatrykulacyjny złożony na berlińskim Uniwersytecie im. Fryderyka Wilhelma dostał odpowiedź odmowną, nigdy nie było mu dane studiować, pozostał samoukiem. W czasie pobytu w tym mieście odkrył w sobie pasję do niemieckiej literatury. W październiku 1938 został wydalony z III Rzeszy do Polski w ramach Polenaktion, jako Żyd bez niemieckiego obywatelstwa.
W getcie warszawskim był szefem biura tłumaczeń Judenratu i pisał recenzje muzyczne dla dziennika „Gazeta Żydowska”. W styczniu 1943 r. wraz z Szymonem Majfusem wziął udział w spektakularnym rabunku kasy Judenratu, aby uratować ją przed przekazaniem Niemcom. Zdołał się wydostać na aryjską stronę i ukrywał się u polskiej rodziny na Pradze do 7 września 1944 r. (do dnia wkroczenia Armii Czerwonej). Okoliczności wydostania się z getta budziły wątpliwości. Po wstąpieniu do Ludowego Wojska Polskiego służył w Zarządzie Polityczno-Wychowawczym. Pod koniec 1944 r. pracował jako cenzor w Lublinie, w następnym roku był kierownikiem grupy operacyjnej Wojewódzkiego Urzędu Bezpieczeństwa Publicznego w Katowicach. Później pracował dla komunistycznych służb specjalnych (kryptonim operacyjny „Albin”), m.in. w Polskiej Misji Wojskowej w Berlinie w latach 1948–1949, jako rezydent wywiadu Ministerstwa Bezpieczeństwa Publicznego na stanowisku konsula PRL w Londynie pod nazwiskiem Ranicki, które następnie przybrał jako drugi człon swojego nazwiska. W latach 1950. pośredniczył w rozmowach służb bezpieczeństwa PRL z przebywającym na emigracji w Wielkiej Brytanii Stanisławem Mackiewiczem w celu nawiązania z nim współpracy agenturalnej.
Publikował m.in. na łamach tygodnika „Świat” i gazety „Trybuna Ludu”. W 1949 r. musiał wracać do Polski m.in. ze względu na oskarżenia o wydanie wizy szwagrowi Gerhardowi Boehmowi, oraz zatajenie przy wstępowaniu do aparatu B.P. posiadania bliższej rodziny poza granicami kraju, za co wyrzucono go z partii i przez 2 tygodnie przetrzymywano w areszcie.
Następnie pracował jako lektor literatury niemieckiej w Wydawnictwie Ministerstwa Obrony Narodowej. Od 1951 pracował jako niezrzeszony pisarz, jednak na początku 1953 otrzymał zakaz publikacji, który utrzymano do końca 1954 r. Wraz z małżonką pracował w Polskim Radiu. W 1958 opuścił Polskę, emigrując do RFN.
W Niemczech zyskał z czasem rozgłos jako krytyk literacki. W kręgu znawców literatury nadano mu przydomek „papieża literatury”, który bardzo szybko upowszechnił się. Współtworzył również literacką Grupę 47, z której wywodzą się wszyscy znaczący niemieckojęzyczni pisarze i niemieckojęzyczni nobliści. Od 1988 do 2001 r. prowadził w stacji ZDF popularny program telewizyjny zatytułowany Das Literarische Quartett (Kwartet Literacki), w którym wykazywał się dużym poczuciem humoru i wygłaszał błyskotliwe, odważne, choć często kontrowersyjne opinie, a recenzowane w nim książki od razu wielokrotnie zwiększały sprzedaż. Przyczynił się do rozpropagowania w Niemczech literatury polskiej, m.in. powieści Andrzeja Szczypiorskiego „Początek” (w Niemczech wydanej pod tytułem „Piękna pani Seidenmann”).
W latach 1968–1969 Ranicki wykładał literaturę na amerykańskich uniwersytetach, w latach 1971 do 1975 posiadał profesurę w Sztokholmie i Uppsali. Od 1974 r. był profesorem tytularnym (Honorarprofessor) na Uniwersytecie w Tybindze. W 1990 r. otrzymał tytuł profesora wizytującego na Uniwersytecie Heinricha Heinego w Düsseldorfie (Heinrich-Heine-Gastprofessur), a w 1991 r. tytuł profesora wizytującego na Uniwersytecie w Karlsruhe (Heinrich-Hertz-Gastprofessur).
W 1999 r. wydał swoją biografię Moje życie, która w Niemczech sprzedała się w ponadmilionowym nakładzie.

## Nagrody i wyróżnienia
W 2006 r. Uniwersytet Humboldta w Berlinie zdecydował o przyznaniu Ranickiemu honorowego doktoratu. Jak wyjaśnił rektor uniwersytetu, chciano tym gestem uznać swoją winę za to, że Reich-Ranicki nie został przyjęty na uczelnię (w latach 1928–1946 noszącą nazwę Friedrich-Wilhelms-Universität) z powodu jego żydowskiego pochodzenia. Nadanie tytułu nastąpiło 16 lutego 2007 i połączone było z uroczystym zakończeniem semestru zimowego 2006/2007.

## Życie prywatne
Był żonaty z polską Żydówką z Łodzi Teofilą (Tosią) z domu Langnas, którą poznał w getcie i z którą ma syna Andrzeja (ur. 30 grudnia 1948). Reich-Ranicki miał brata Aleksandra Herberta i siostrę Gerdę. Mieszkał we Frankfurcie nad Menem w dzielnicy Dornbusch. Jego syn Andrew Ranicki, zmarły w 2018 r., był profesorem matematyki na uniwersytecie w Edynburgu.
Kuzynem Ranickiego jest brytyjski malarz Frank Auerbach.